# Eva Mendes
Eva Mendes (sinh ngày 5 tháng 3 năm 1974) là nữ diễn viên người Mỹ gốc Latinh  nổi tiếng qua vai diễn với bộ phim "Ma tốc độ".
Cô bắt đầu hoạt động vào cuối những năm 1990, Eva Mendes được mệnh danh là người đàn bà quyến rũ nhất hành tinh bởi không chỉ sở hữu vóc dáng mềm mại, nóng bỏng một thân hình hoàn hảo với các số đo "siêu chuẩn" cô còn biết cách ăn mặc thời trang Sở hữu và ăn uống khoa học và tập luyện thể dục chăm chỉ. Cô được coi là một "biểu tượng tình dục" và không ngại việc "khoe thân" trên màn ảnh hay tạp chí.

## Tiểu sử
Eva Mendes đã được sinh ra ở Miami, Florida trong một gia đình có bốn người con, Mendes chuyển tới Los Angeles với gia đình khi cô lên 2 tuổi. Cha mẹ của cô, một người gốc Cuba, đã rời bỏ đảo vào năm 1959. Nhưng sau đó, họ chia tay khi Mendes được 10 tuổi. Mẹ cô làm kế toán để nuôi sống gia đình. Bà ta dạy dỗ Mendes và 3 người anh chị. Khi lớn lên, Mendes theo học chuyên ngành marketing tại trường đại học Northridge (bang California).

## Sự nghiệp
Trong sự nghiệp của mình, cô vào vai diễn đầu tiên trong bộ phim video Children of the Corn V: Field of Terror (1998). Mendes tham gia một số khoá đào tạo diễn viên và dành mấy năm tiếp theo vào việc rèn luyện khả năng diễn xuất. Trong thời gian đó, cô nhận vài vai trong các phim video âm nhạc và quảng cáo. Mendes cũng tiếp tục xuất hiện trong một số bộ phim khác, trong đó có Night at the Roxbury (1998) và Urban Legends: Final Cut (2000).
Mendes tìm thấy vai diễn mang tính đột phá trong bộ phim Training Day (2001), bên cạnh diễn viên từng đoạt giải Oscar Denzel Washington. Mặc dù chỉ đóng vai bạn gái của nhân vật chính (Denzel Washington), sau đó Eva Mendes toả sáng ở bộ phim "2 Fast 2 Furious" cùng với Paul Walker và Tyrese Gibson. Sau đó cô đống một vai trong phần ba của phim Once Upon A Time In Mexico (2003). Tiếp đến cô tái hợp với Denzel Washington trong Out of Time (2003).